# Tercera División de Nicaragua
La Tercera División de Nicaragua (Más conocida como Campeonato Nacional de Segunda División) es la tercera categoría de los torneos de fútbol organizados por FENIFUT.
Con un sistema de competencia de la siguiente manera:
Los equipos están divididos por su posición geográfica en 4 grupos de 8. Con una primera fase de todos contra todos a una sola vuelta (7 jornadas) los primeros 4 de cada grupo pasan a una segunda fase para jugar todos contra todos a una sola vuelta (15 jornadas) clasificando así los primeros cuatro que jugarán semifinal a ida y vuelta, y una fase final a ida y vuelta para decretar al campeón absoluto de segunda división. 

## Equipos 2024 - 2025
| Grupo A               |                       |               |
| Equipo                | Ciudad                | Departamento  |
| Deportivo Las Sabanas | Las Sabanas           | Madriz        |
| FC Yalí               | San Sebastián de Yalí | Jinotega      |
| FC Bocay              | San José de Bocay     | Jinotega      |
| FC Brumas             | Jinotega              | Jinotega      |
| Municipal San Lucas   | San Lucas             | Madriz        |
| Atlético Piolin       | Somoto                | Madriz        |
| San Bartolo           | Quilalí               | Nueva Segovia |
| Deportivo El Cuá      | El Cuá                | Jinotega      |
| Grupo B               |                       |               |
| Equipo                | Ciudad                | Departamento  |
| FC Chichigalpa        | Chichigalpa           | Chinandega    |
| Tigres de Chinandega  | Chinandega            | Chinandega    |
| CD Santo Tomás        | Santo Tomás del norte | Chinandega    |
| El Sauce FC           | El Sauce              | León          |
| Mina Limón FC         | Larreynaga            | León          |
| Pumas Darío FC        | Ciudad Darío          | Matagalpa     |
| América OAR           | Estelí                | Estelí        |
| DM Sébaco             | Sébaco                | Sébaco        |
| Grupo C               |                       |               |
| Equipo                | Ciudad                | Departamento  |
| Río San Juan FC       | San Carlos            | Río San Juan  |
| Real Granada FC       | Granada               | Granada       |
| San Marcos FC         | San Marcos            | Carazo        |
| Xilotepelt FC         | Jinotepe              | Carazo        |
| Minsa FC              | Diriamba              | Carazo        |
| ACD Real Xolotlán     | San Rafael del sur    | Managua       |
| Atlético Nacional SC  | Rivas                 | Rivas         |
| San Fernando FC       | San Fernando          | Masaya        |
| Grupo D               |                       |               |
| Equipo                | Ciudad                | Departamento  |
| América FC            | Managua               | Managua       |
| Deportivo Slaider     | Ciudad Sandino        | Managua       |
| FC Cofradía           | Cofradía              | Managua       |
| Deportivo Villa       | Managua               | Managua       |
| Bluefields FC         | Bluefields            | R.A.A.S.      |
| FC Tipitapa           | Tipitapa              | Managua       |
| FC Bambinos           | Managua               | Managua       |
| Blancos FC            | Villa el carmen       | Managua       |

## Palmarés
- 2008-09: Deportivo Las Sabanas[1]
- 2009-10: FC Esteli
- 2010-11: San Francisco
- 2011-12: Brumas de Jinotega
- 2012-13: Atletico Leon
- 2014-15: Deportivo Sebaco
- 2015-16: Bóer FC

## Temporadas
- Tercera División de Nicaragua 2011